# Saxifraga tridactylites
Saxifraga tridactylites (L., 1753), comunemente nota come Sassifraga tridattila, è una pianta appartenente alla famiglia delle Saxifragaceae, diffusa in Europa e Medio Oriente.

## Descrizione

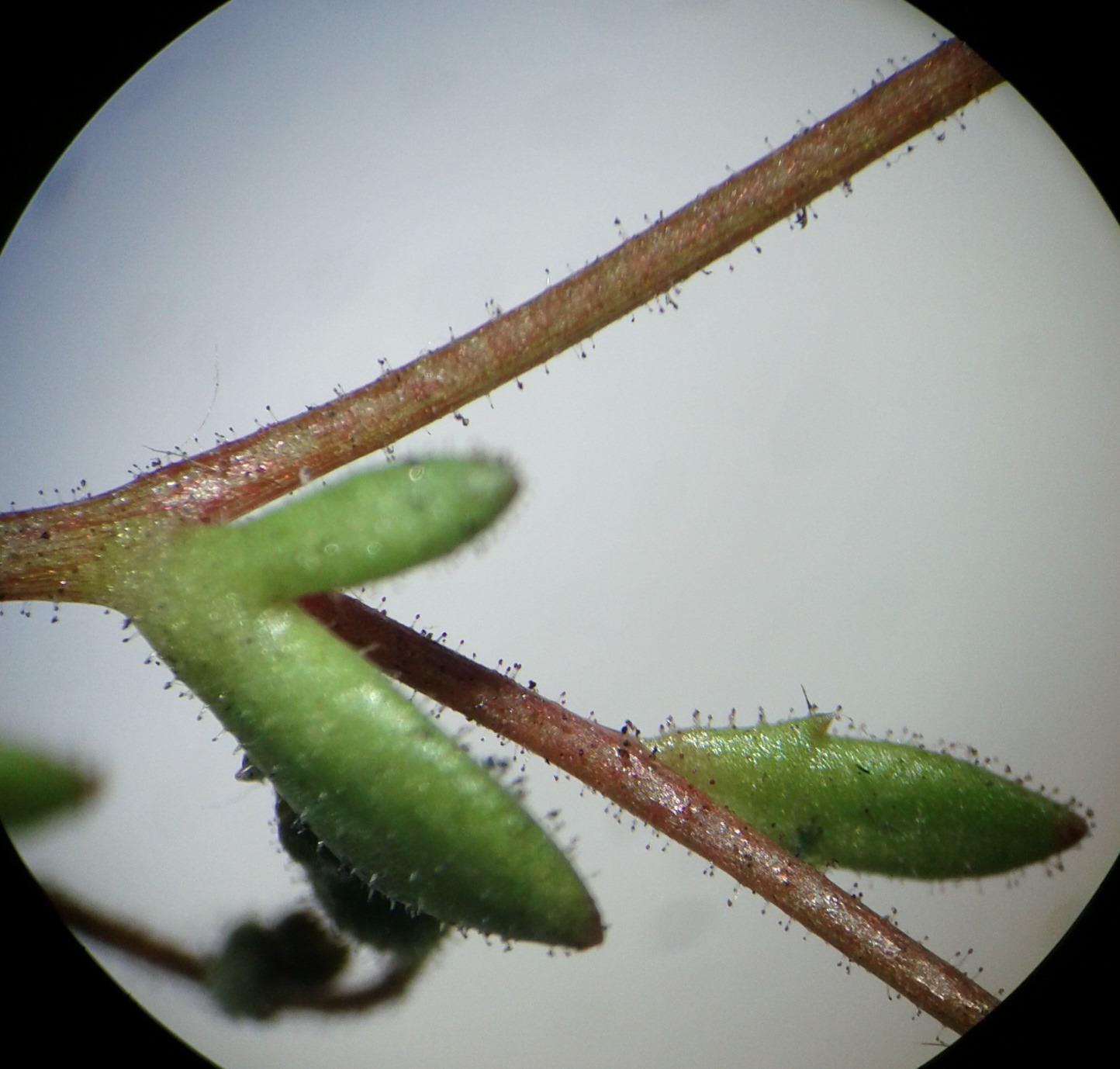
Foglie e gambi della Sassifraga tridattila

S. tridactylites è una pianta annuale. Il gambo è appena ramificato, raggiunge una lunghezza da 2 a 18 cm ed ha un colore rosso vistoso. Le foglie, disposte a rosetta, sono prive di dentatura o trilobate e al tempo della fioritura già secche.
Gambo, foglie e sepali sono guarnite da un tricoma colloso e di colore grigio-rossiccio.
In un'infiorescenza ramificata a pannocchia, ma a semplice racemo, vi sono insieme pochi fiori su lunghi steli. Questi possono essere lunghi da due a cinque volte le inflorescenze. I cinque petali bianchi sono lunghi da 2 a 4 mm. La fioritura va da aprile a giugno.
Il numero di Cromosomi ammonta a 2n = 22. Sessualmente sono ermafrodite e la loro impollinazione entomogama. I frutti sono a capsula e la diffusione dei semi è anemocora.

## Ecologia
La sassifraga tridattila è l'unico esemplare locale annuale del genere Saxifraga. Le sue dimensioni sono piuttosto variabili. Secondo Oskar von Kirchner i suoi tricomi dovrebbero trattenere piccoli insetti striscianti e poter assorbire l'azoto dei loro prodotti di decomposizione. Quindi potrebbero essere considerate piante carnivore.

## Diffusione e habitat
La sassifraga tridattila si trova in Europa e in Asia occidentale fino al Caucaso e all'Iran.
La diffusione principale, secondo Oberdorfer, sta nella zona mediterranea fino a quella submediterranea. Questo tipo si presenta specialmente nelle zone mediterranee delle sclerofille,  così come in quelle nordmediterranee delle querce. La sassifraga tridattila forma da piccoli a grossi gruppi che annualmente annunciano la primavera. Essa si trova principalmente in prati di xeroterme e su superfici asciutte quali margini di strade, coperture ghiaiose, muri a secco, massicciate ferroviarie e simili, raramente su campi coltivati o coltivabili.
Sono preferiti gli habitat caldi in estate, ricchi di sostanze basiche, terreni sabbiosi poveri di azoto, da quelli pietrosi a quelli sabbiosi, ma ricchi di limo.